# Flugplatz Kägiswil

i7
i11
i13

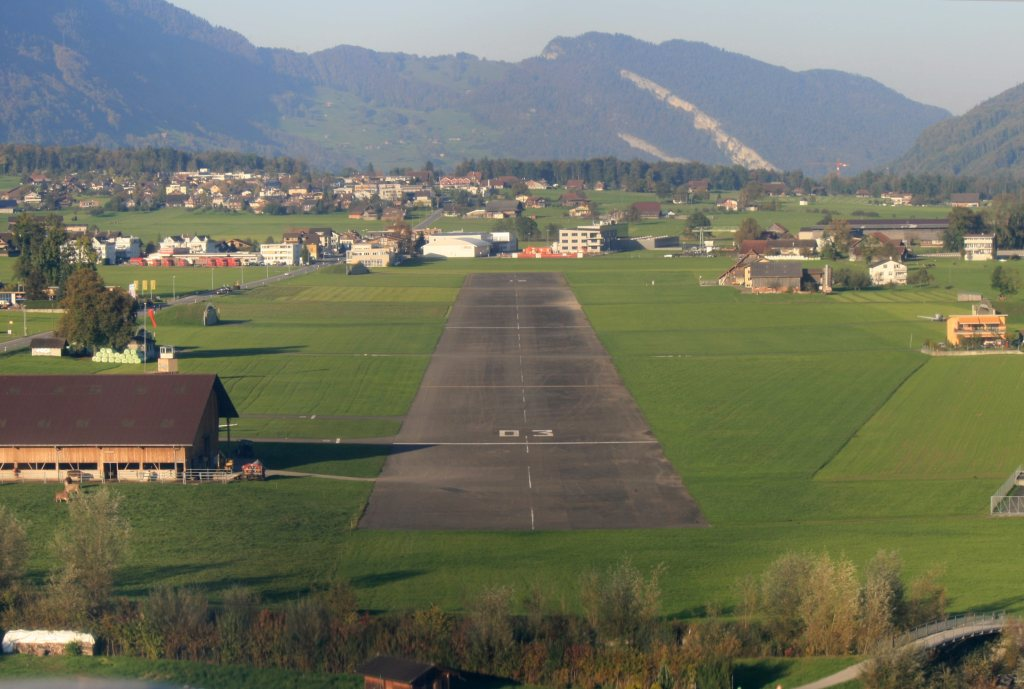
Landebahn beim Landeanflug von Süden

Der Flugplatz Kägiswil (ICAO-Code LSPG) ist ein Flugplatz in Kägiswil, einem Ortsteil von Sarnen im Kanton Obwalden in der Schweiz. Es ist ein ehemaliger Reduitflugplatz der Schweizer Luftwaffe. Der Flugplatz Kägiswil liegt nördlich von Sarnen und hat eine über 780 Meter lange Hartbelagpiste. Die Flugzeuge sind in einem grossen Holzhangar und in den vom Militär erstellten mit Gras bedeckten Unterständen eingestellt.

## Geschichte
Der Flugplatz Kägiswil wurde 1943 von der Schweizer Armee erbaut und ab 1956 zivil mitbenützt. 1995 betrieb die Armee noch acht Flugzeugunterstände vom Typ U-43 für die Leichtflieger-Staffeln mit Alouette II respektive Alouette III. 1996 wurde der Platz als Militärflugplatz ausgemustert.
Der Kanton Obwalden hatte Pläne, den Flugplatz von der Armasuisse zu kaufen und zum grössten Teil in Landwirtschaftsland umzuwandeln. Der Flugbetrieb sollte bis Ende 2016 eingestellt werden.
Um den Flugplatz zu erhalten, wurde im Dezember 2012 der Verein Pro Flugplatz Kägiswil gegründet.
Der für den Kauf notwendige Kredit wurde vom Obwaldner Stimmvolk in der Volksabstimmung vom 3. März 2013 mit 62,42 % Nein-Stimmen abgelehnt.

## Heutige Nutzung

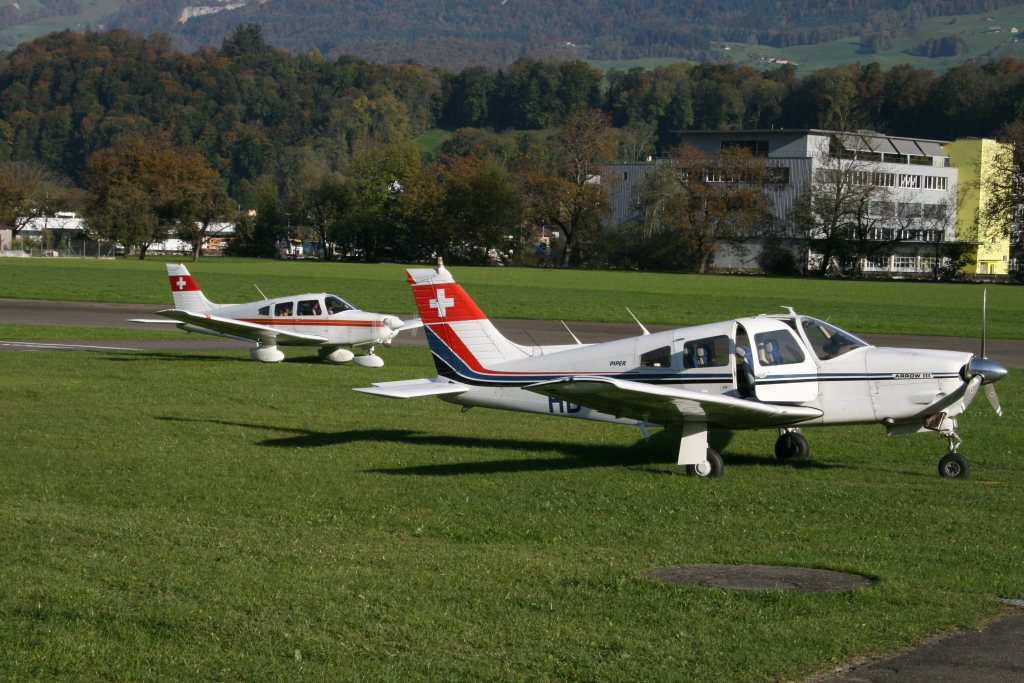
Flugzeuge auf dem Flugplatz Kägiswil

Es finden nur noch vereinzelte Landungen von Militärflugzeugen in Kägiswil statt.
Der Flugplatz wird benutzt von:
- Fluggruppe Sarnen-Kägiswil (FGSK)[5]
(Die Flugbetriebs AG Sarnen-Kägiswil (FBAG)[6] betreibt Motorflugzeuge für die Mitglieder der Fluggruppe Sarnen-Kägiswil.)
- Segelfluggruppe Obwalden (SGOW)[7]
- Fallschirmgruppe Titlis (FG-Titlis)[8]
- Motorfluggruppe Pilatus (MFGP), eine Betriebsfluggruppe der Pilatus Flugzeugwerke[9]

Flugplatzbetreiberin ist die Flugplatzgenossenschaft Obwalden (FGOW). Als Mieterin wurde ihr ein befristetes Baurecht bis Ende September 2025 gewährt.
Im Juni 2025 kündigte die Schweizerische Rettungsflugwacht an, dass sie bis 2030 den Hauptsitz inklusive Wartung und rund 200 Mitarbeitern vom Flughafen Zürich nach Kägiswil umziehen will.